# Liste der Einträge im National Register of Historic Places im Coffee County (Tennessee)
Diese Liste der Einträge im National Register of Historic Places im Coffee County (Tennessee) enthält alle im Coffee  County, Tennessee in das National Register of Historic Places eingetragenen Gebäude, Bauwerke, Objekte, Stätten oder historischen Distrikte.
Diese Liste entspricht dem Bearbeitungsstand des National Park Service/National Register of Historic Places vom 4. Oktober 2024.

## Legende
| NRHP | Historic Place             |
| HD   | National Historic District |

## Aktuelle Einträge
| [ 2 ] | Name                                      | Bild                                      | Eintragsdatum                  | Lage | Ort         | Beschreibung |
| ----- | ----------------------------------------- | ----------------------------------------- | ------------------------------ | --- | ----------- | ------------ |
| 1     | Cascade Distillery Site                   | weitere Bilder                            | 10. Juni 1994 ID-Nr. 94000578  | westlicher Teilbereich vom Cascade Drive, nordwestlich der Straßenkreuzung mit der Riley Creek Road 35° 25′ 14,2″ N, 86° 14′ 21,1″ W | Normandy    |              |
| 2     | Coffee County Courthouse                  | weitere Bilder                            | 12. Feb. 1974 ID-Nr. 74001905  | Public Square 35° 28′ 59,2″ N, 86° 5′ 20″ W                                                                                          | Manchester  |              |
| 3     | Crouch-Ramsey Family Farm                 | Crouch-Ramsey Family Farm                 | 5. Aug. 2005 ID-Nr. 05000830   | 3016 Hickory Grove Rd. 35° 32′ 40,9″ N, 85° 57′ 28,1″ W                                                                              | Summitville |              |
| 4     | Farrar Distillery                         |                                           | 27. Sep. 1984 ID-Nr. 84003472  | Noah Fork Rd. 35° 34′ 50,2″ N, 86° 10′ 18,1″ W                                                                                       | Noah        |              |
| 5     | Fox House                                 | weitere Bilder                            | 21. Juni 2023 ID-Nr. 100009078 | 502 Lake Hills Rd. 35° 24′ 36,4″ N, 86° 12′ 4″ W                                                                                     | Tullahoma   |              |
| 6     | L.D. Hickerson House                      | L.D. Hickerson House                      | 18. Aug. 1993 ID-Nr. 89001395  | 215 N. Washington St. 35° 21′ 56,2″ N, 86° 12′ 36″ W                                                                                 | Tullahoma   |              |
| 7     | John H. Leming House                      | John H. Leming House                      | 21. März 2011 ID-Nr. 11000092  | 414 E. Main St. 35° 28′ 55,9″ N, 86° 4′ 59,2″ W                                                                                      | Manchester  |              |
| 8     | Normandy Dam Project                      | weitere Bilder                            | 11. Aug. 2017 ID-Nr. 100001464 | Frank Hiles Road 35° 27′ 55,8″ N, 86° 14′ 33,4″ W                                                                                    | Normandy    |              |
| 9     | North Atlantic Street Historic District   | North Atlantic Street Historic District   | 14. Juli 1988 ID-Nr. 88001052  | 200–500 Häuserblocks der N. Atlantic St. 35° 21′ 58″ N, 86° 12′ 42,8″ W                                                              | Tullahoma   |              |
| 10    | North Washington Street Historic District | North Washington Street Historic District | 18. Aug. 1993 ID-Nr. 89001396  | 603–611 N. Washington St. 35° 22′ 12″ N, 86° 12′ 50″ W                                                                               | Tullahoma   |              |
| 11    | Old Stone Fort                            | weitere Bilder                            | 20. Feb. 1973 ID-Nr. 73001757  | West of Manchester 35° 28′ 59,2″ N, 86° 6′ 29,2″ W                                                                                   | Manchester  |              |
| 12    | Smotherman House                          | Smotherman House                          | 25. Juli 2018 ID-Nr. 100002747 | 211 W Blackwell St. 35° 21′ 58,7″ N, 86° 13′ 0,5″ W                                                                                  | Tullahoma   |              |
| 13    | T-201 Aircraft Hangar                     | T-201 Aircraft Hangar                     | 28. Juni 2021 ID-Nr. 100006711 | 707 William Northern Blvd. am Tullahoma Regional Airport 35° 22′ 49,4″ N, 86° 14′ 26,5″ W                                            | Tullahoma   |              |
| 14    | Tullahoma Municipal Building              | Tullahoma Municipal Building              | 30. Juli 2018 ID-Nr. 100002748 | 201 W Grundy St. 35° 21′ 44,6″ N, 86° 12′ 44,6″ W                                                                                    | Tullahoma   |              |
| 15    | Wilkinson-Keele House                     | Wilkinson-Keele House                     | 15. Nov. 2006 ID-Nr. 06001040  | 313 S. Ramsey St. 35° 28′ 54,8″ N, 86° 5′ 3,1″ W                                                                                     | Manchester  |              |
| 16    | Wilson-Crouch House                       | Wilson-Crouch House                       | 20. Nov. 2017 ID-Nr. 100001820 | 216 S. Jackson Street 35° 21′ 34,6″ N, 86° 12′ 34,2″ W                                                                               | Tullahoma   |              |

## Ehemalige Einträge
| [ 2 ] | Name                                      | Bild | Eintragsdatum                 | Lage                                                                              | Ort        | Beschreibung |
| ----- | ----------------------------------------- | ---- | ----------------------------- | --------------------------------------------------------------------------------- | ---------- | ------------ |
| 1     | Manchester Cumberland Presbyterian Church |      | 29. Juni 1992 ID-Nr. 92000781 | an der Straßenkreuzung der Church und W. High Sts. 35° 29′ 3,8″ N, 86° 5′ 26,2″ W | Manchester |              |